# Stephen A. Rotter
Stephen A. Rotter (geb. vor 1969) ist ein US-amerikanischer Filmeditor.

## Leben
Rotter begann 1969 seine Laufbahn als Editor in der Filmwirtschaft Hollywoods, bei dem Film Alice’s Restaurant, und führte bei über vierzig Filmen und Fernsehserien den Schnitt aus.
Im Jahr 1976 war er für einen British Academy Film Award für den besten Schnitt nominiert, und zwar zusammen mit Jack Fitzstephens, Richard P. Cirincione, Sanford Rackow, James Sabat und Dick Vorisek für Hundstage (1975) von Sidney Lumet.
Einen Erfolg hatte er mit der von der NBC produzierten vierteiligen Fernsehserie Holocaust – Die Geschichte der Familie Weiss (1978) von Marvin J. Chomsky. Hierfür gewann er zusammen mit Robert M. Reitano, Craig McKay, Alan Heim und Brian Smedley–Aston den Emmy für herausragenden Filmschnitt in einem Seriendrama sowie 1979 mit Craig McKay den Eddie Award der American Cinema Editors (ACE) in der Kategorie Beste geschnittene Folge in einer Miniserie für die dritte Folge Die Endlösung (Final Solution). Daneben waren er, Alan Heim und Brian Smedley–Aston auch für einen Eddie für die Folge Saving Remnant sowie mit Robert M. Reitano für die Folge Family Weiss nominiert.
Bei der Oscarverleihung 1984 gewann er zusammen mit Glenn Farr, Lisa Fruchtman, Douglas Stewart und Tom Rolf einen Oscar in der Kategorie Bester Schnitt für Der Stoff, aus dem die Helden sind (1983) von Philip Kaufman. Außerdem erhielt er mit Glenn Farr, Lisa Fruchtman und Tom Rolf eine weitere Eddie-Nominierung für den besten Schnitt in einem Kinofilm.

## Filmografie (Auswahl)
- 1973: Die Seven-Ups (The Seven-Ups)
- 1976: Duell am Missouri (The Missouri Breaks)
- 1978: Holocaust – Die Geschichte der Familie Weiss (Holocaust) (TV-Mehrteiler)
- 1981: Kreuz der Gewalt (Skokie) (TV-Film)
- 1982: Garp und wie er die Welt sah (The World According to Garp)
- 1983: Der Stoff, aus dem die Helden sind (The Right Stuff)
- 1985: Die Himmelsstürmer (Heaven Help Us)
- 1985: Target – Zielscheibe (Target)
- 1987: Ishtar
- 1988: Zwei hinreißend verdorbene Schurken (Dirty Rotten Scoundrels)
- 1989: Von Bullen aufs Kreuz gelegt (An Innocent Man)
- 1990: My Blue Heaven
- 1991: Der Preis der Macht (True Colors)
- 1992: Zauberhafte Zeiten (Prelude to a Kiss)
- 1993: Die Wiege der Sonne (Rising Sun)
- 1994: Cops & Robbersons – Das haut den stärksten Bullen um (Cops and Robbersons)
- 1995: Ein Geschenk des Himmels – Vater der Braut 2 (Father of the Bride Part II)
- 1996: Rendezvous mit einem Engel (The Preacher’s Wife)
- 1998: Ein Zwilling kommt selten allein (The Parent Trap)
- 2000: Den Einen oder Keinen (Down to You)
- 2000: Was Frauen wollen (What Women Want)
- 2001: America’s Sweethearts
- 2003: Head of State
- 2005: Deine, meine & unsere (Yours, Mine and Ours)
- 2007: Verwünscht (Enchanted)
- 2011: Kein Mittel gegen Liebe (A Little Bit of Heaven)

## Auszeichnungen
- 1979: Emmy in der Kategorie Bester Schnitt in einem Seriendrama für Holocaust – Die Geschichte der Familie Weiss
- 1979: Eddie in der Kategorie Beste geschnittene Folge in einer Miniserie für Holocaust – Die Geschichte der Familie Weiss
- 1984: Oscar in der Kategorie Bester Schnitt für Der Stoff, aus dem die Helden sind